# +1 (Fulminacci)
+1 è un singolo del cantautore italiano Fulminacci, pubblicato il 12 gennaio 2024 come unico estratto dalla riedizione digitale del terzo album in studio Infinito +1.

## Descrizione
Il brano parla, come implicitamente indicato dall'artista, di una relazione tra due individui.
In merito al brano l'artista ha dichiarato:

## Video musicale
Il video musicale, diretto da Bendo, duo composto da Andrea Santaterra e Lorenzo Silvestri, è stato pubblicato lo stesso giorno sul canale YouTube della Maciste Dischi. Nel video ci sono diciotto persone, sconosciute e non, alle quali è concesso solamente parlarsi tramite gli sguardi e non tramite le parole.

## Tracce
Testi di Filippo Uttinacci, musiche di Giorgio Pesenti e Filippo Uttinacci.
1. +1 – 3:06

## Riconoscimenti
- Videoclip Italia Awards
  - 2025 – Migliore videoclip indie[3]
  - 2025 – Candidatura al migliore montaggio